# Moneyval
Moneyval est une instance de contrôle du Conseil de l'Europe, dont 47 pays sont membres, qui rapporte directement à son instance principale : le Comité des Ministres.
Comme la Cour européenne des droits de l'Homme, son siège est à Strasbourg.
La mission de Moneyval est d'assurer la conformité des transactions financières avec les principaux standards internationaux pour contrer le blanchiment d'argent et le financement du terrorisme, et d'en assurer l'application. 
Elle émet également des recommandations aux autorités nationales afin que celles-ci améliorent leurs processus.
C'est notamment Moneyval qui a établi les listes grise et noire des paradis fiscaux et les met à jour tous les six mois.

## Histoire
En 1997, le Conseil de l'Europe instaure le "Comité d'experts sur l'évaluation des mesures de lutte contre le blanchiment des capitaux et le financement du terrorisme", sous l'acronyme PC-R-EV, comme sous-comité du Comité Européen pour les Problèmes Criminels (CDPC). Les fonctions du PC-R-EV sont alors déterminées et provisionnées par la Resolution Res(2005)47 sur les comités et les entités subordonnées.
En 2002, le nom est changé en Moneyval pour mieux correspondre aux activités réelles de l'institution.
Lors de sa réunion du 13 octobre 2010, le Comité des Ministres Committee of Ministers adopte une résolution transormant Moneyval en "mécanisme independent de contrôle au sein du Conseil de l'Europe, répondant directement au Comité des Ministres à partir du 1er janvier 2011".